# جزیره علی یوسف
جزیره علی یوسف نام جزیره‌ای کوچک در دریاچه بختگان در استان فارس ایران است. این جزیره محل گرمسیر (قشلاق) طایفه‌های مستقل لشنی و چهارراهی است.